# To the Faithful Departed
To the Faithful Departed (česky "Věrným zesnulým") je album, které vydala irská kapela The Cranberries a bylo věnováno památce Dannyho Cordella, který byl přítelem členů skupiny a Joeovi, dědečkovi zpěvačky Dolores O'Riordan.
Co se týče textů i hudby je album nejtemnější a od svého předchůdce, desky No Need to Argue, je více kytarové.

## Seznam písní
1. Hollywood - 5:08
2. Salvation - 2:23
3. When You're Gone - 4:56
4. Free to Decide - 4:25
5. War Child - 3:50
6. Forever Yellow Skies - 4:09
7. The Rebels - 3:20
8. Intermission - 2:08
9. I Just Shot John Lennon - 2:41
10. Electric Blue - 4:51
11. I'm Still Remembering - 4:48
12. Will You Remember? - 2:49
13. Joe - 3:22
14. Bosnia - 5:40

### Bonusy
1. Cordell - 3:41
2. The Picture I View - 2:28
3. Ave Maria (feat. Luciano Pavarotti) - 4:13
4. Go Your Own Way - 4:03
5. God Be with You - 3:34

## Umístění ve světě
| Hitparáda      | Umístění |
| -------------- | -------- |
| Velká Británie | 2        |
| USA            | 4        |

| Prodejnost | Počet     |
| ---------- | --------- |
| Celkem     | 6,200,000 |